# 松戸郵便局
松戸郵便局（まつどゆうびんきょく）は、千葉県松戸市にある郵便局。民営化前の分類では集配普通郵便局であった。

## 概要
住所：〒271-8799 千葉県松戸市松戸1743-8

### 分室
分室はなし。過去に存在した分室は以下のとおり。
- 保険分室 - 1956年（昭和31年）に廃止。

## 沿革
- 1872年8月4日（明治5年7月1日） - 松戸郵便取扱所として開設[1]。
- 1873年（明治6年） - 松戸郵便役所となる。
- 1875年（明治8年）1月1日 - 松戸郵便局（四等）となる。
- 1878年（明治11年）1月2日 - 為替取扱を開始。
- 1879年（明治12年） - 貯金取扱を開始。
- 1894年（明治27年）2月11日 - 松戸郵便電信局となる。
- 1903年（明治36年）4月1日 - 通信官署官制の施行に伴い松戸郵便局となる。
- 1944年（昭和19年）3月16日 - 特定郵便局から普通郵便局に局種別改定[2]。
- 1946年（昭和21年）3月1日 - 保険分室を設置[3]。
- 1956年（昭和31年）5月14日 - 保険分室を廃止[4]。
- 1956年（昭和31年）11月1日 - 電話通話事務取扱を開始。
- 1957年（昭和32年）3月11日 - 和文電報受付事務の取扱を開始。
- 1971年（昭和46年）9月27日 - 集配業務の一部を、新設された松戸北郵便局に移管。
- 1996年（平成8年）7月1日 - 外国通貨の両替および旅行小切手の売買に関する業務取扱を開始。
- 1997年（平成9年）10月13日 - 集配業務の一部を、新設された松戸南郵便局に移管。
- 2007年（平成19年）10月1日 - 民営化に伴い、併設された郵便事業松戸支店に一部業務を移管。
- 2012年（平成24年）10月1日 - 日本郵便株式会社発足に伴い、郵便事業松戸支店を松戸郵便局に統合。

## 取扱内容
- 郵便、印紙、ゆうパック、内容証明
- 貯金、為替、振替、振込、国際送金、外貨両替・トラベラーズチェック、国債、投資信託
- 生命保険、バイク自賠責保険、自動車保険、変額年金保険、がん保険、引受条件緩和型医療保険
- ゆうちょ銀行ATM
- 松戸市内の一部地域（〒271-00xx）の集配業務
- ゆうゆう窓口

## 風景印
- 図案は『江戸川の渡舟場・矢切の渡し』・『野菊の墓文学碑』・名産『梨』
- 使用開始日は1977年（昭和52年）4月23日

### 過去の風景印
- 1969年（昭和44年）4月26日 - 1977年（昭和52年）4月22日
  - 図案は『万福寺の仁王尊』・『20世紀梨の原木』

## 周辺
- 松戸市民会館
- 松戸商工会議所
- 松戸市文化ホール
- 千葉大学園芸学部
- 松戸神社
- 松龍寺
- 戸定邸（戸定が丘歴史公園）
- 春雨橋
- 江戸川

## アクセス
- JR常磐線、京成松戸線松戸駅（西口）から徒歩約9分（経路案内）
- 京成バス 松戸郵便局停留所下車
- 東京外環自動車道 三郷南ICから南東へ約4km
- 駐車場あり：8台